# 코벤긴귀박쥐
코벤긴귀박쥐(Nyctophilus corbeni)는 애기박쥐과에 속하는 박쥐의 일종이다. 오스트레일리아의 토착종이다.

## 특징
작은 크기의 박쥐로 머리부터 몸까지 몸길이는 60~75mm, 전완장은 40~50mm이다. 꼬리 길이는 35~50mm, 정강이뼈 길이는 20~23.6mm, 귀 길이는 21~28mm이다. 몸무게는 최대 21g이다.